# Avenir (police de caractères)
Pour les articles homonymes, voir Avenir.
Avenir est une police de caractères linéale géométrique, conçue par Adrian Frutiger et publiée par Linotype GmbH en 1988.
Elle est inspirée par les premières linéales géométriques, comme Erbar (1922) par Jakob Erbar et Futura (1927) par Paul Renner, mais n’est cependant pas purement géométrique et contient des éléments de style humaniste ou calligraphique. Elle a été publiée initialement en 1988 avec trois graisses chacune avec une oblique, et a ensuite été étendue à six graisses.

## Avenir Next
En 2004, Adrian Frutiger et Akira Kobayashi retravaillent la famille Avenir pour l’optimiser à l’usage à l’écran et incluent des petites capitales, des ligatures, des italiques cursives plutôt que des italiques obliques, et plusieurs graisses condensées, faisant un total de 24 fontes. Deux graisses supplémentaires sont ajoutées à la famille lors de la publication d’Avenir Next W1G.

## Utilisations
Avenir est utilisée dans l’application Maps d’Apple,. Avenir et Avenir Next sont installées sur iOS 6 et 7,, et sur OS X 10.8 Mountain Lion et 10.9 Mavericks.
Elle est également utilisée lors de la campagne de communication de François Hollande, lors des présidentielles de 2012 et par le PCF dans sa charte graphique.
C’est la famille utilisée par la SNCF dans sa charte graphique.
Depuis mars 2016, l’application Snapchat utilise cette police de caractères.

## Sources
- (en) « Linotype Gallery - Avenir », sur Linotype.com.
- (en) « Apple adds Avenir typeface to iOS 6 in Maps », sur 9to5mac.com, 26 juin 2012.
- (en) « This Is Apple’s New Favorite Typeface », sur gizmodo.com, 31 juillet 2012.
- (en) « iOS 7: Font list », sur support.apple.com.
- (en) « iOS 6: Font list », sur support.apple.com.
- (en) « OS X: Fonts included with Mountain Lion », sur support.apple.com.
- (en) « OS X: Fonts included with Mavericks », sur support.apple.com.
- Heidrun Osterer (dir.) et Philipp Stamm (dir.), Adrian Frutiger, caractères. L’œuvre complète, Walter de Gruyter, 2009, 460 p. (ISBN 978-3-0346-0993-7, présentation en ligne).